# Circuito de las Américas

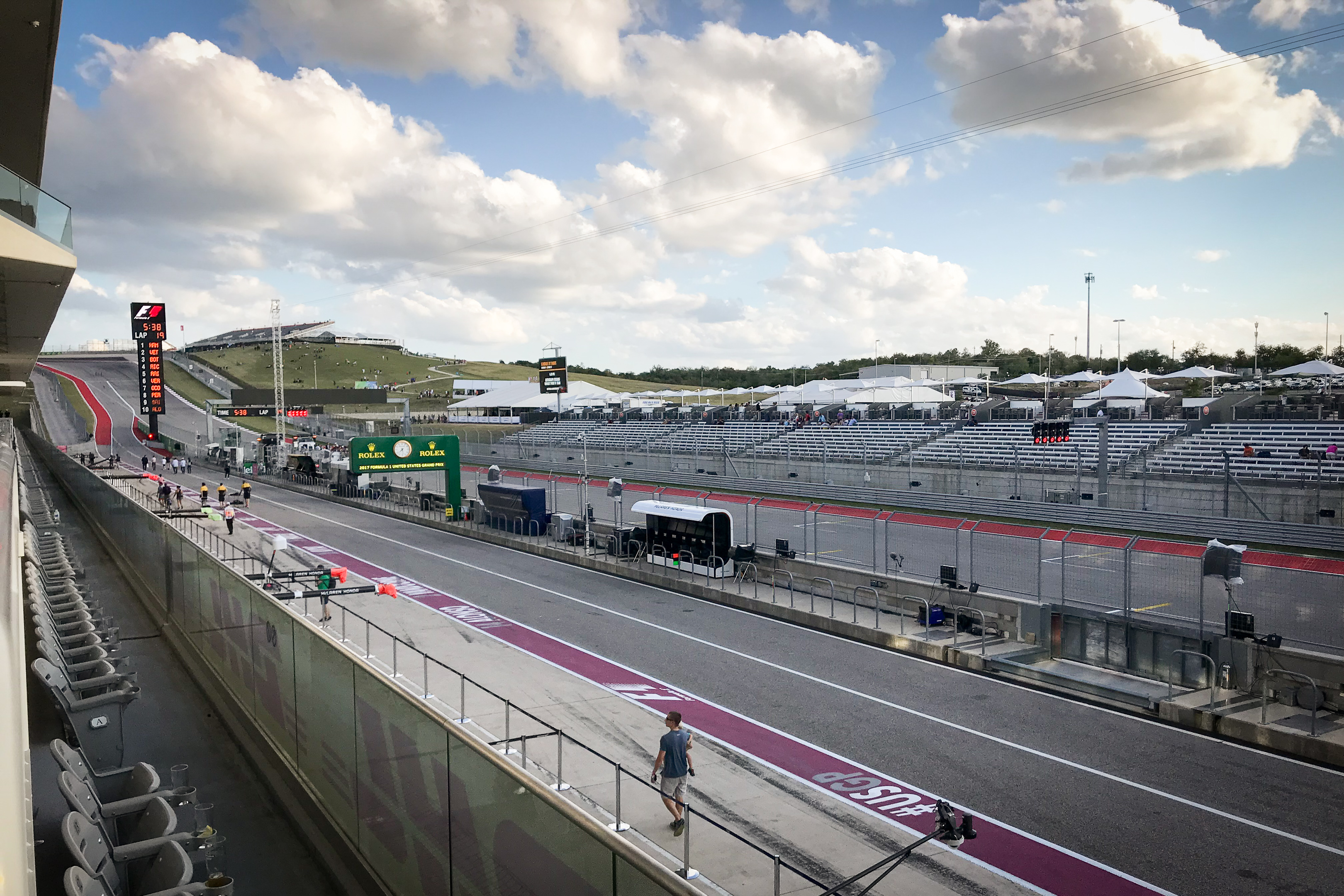
Boxes y recta principal.

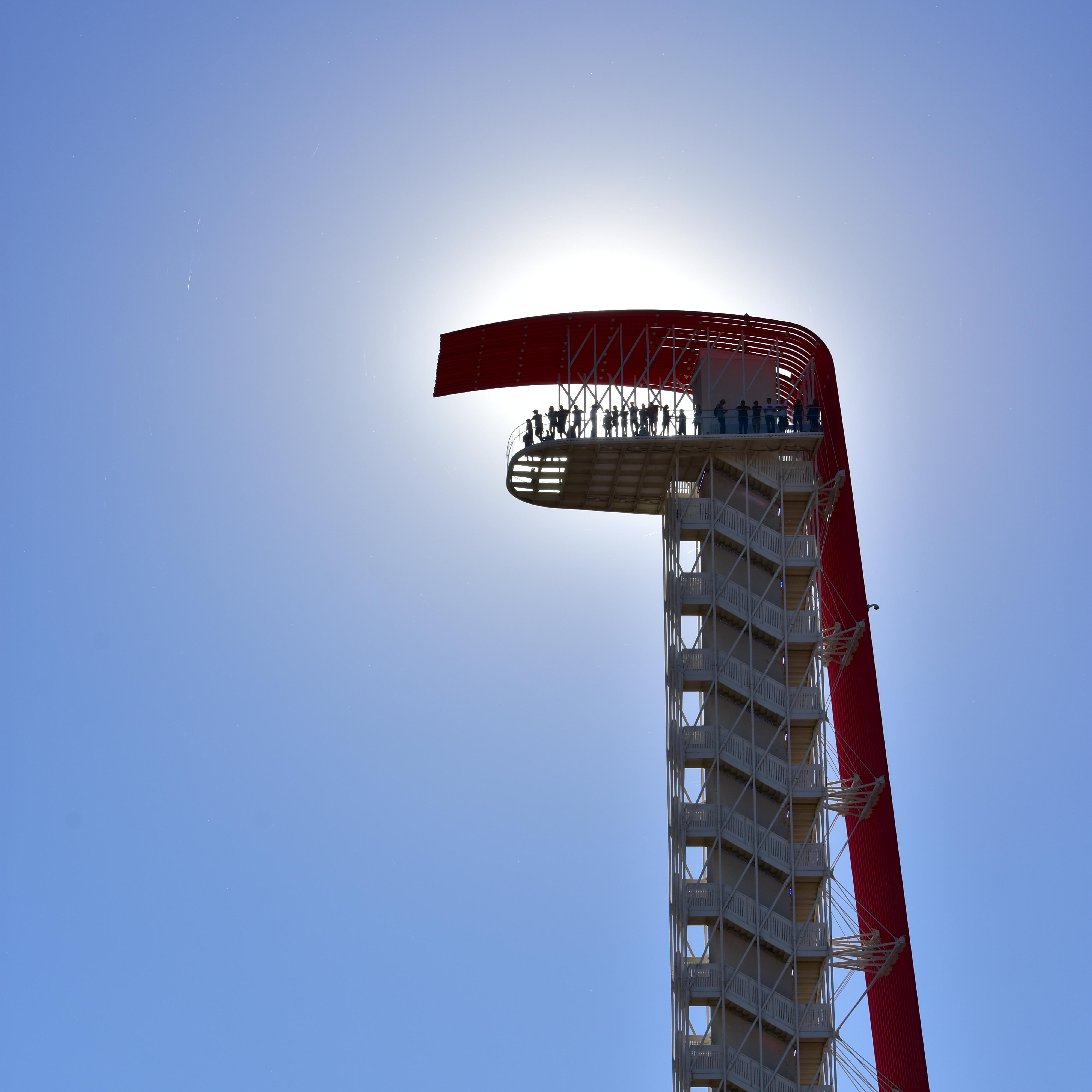
Observatorio, ubicado en el último sector del trazado.

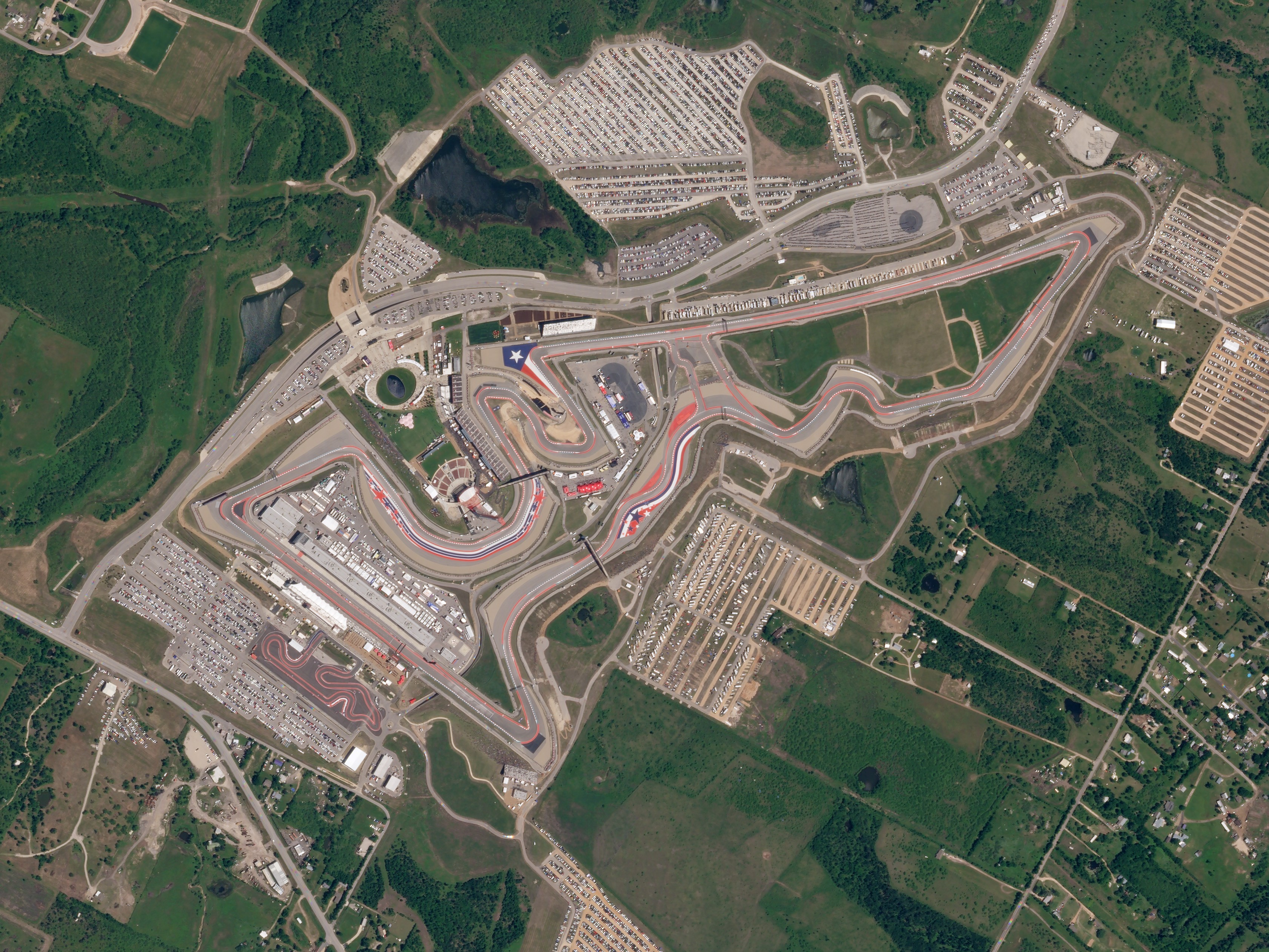
Vista aérea.

El Circuito de las Américas (oficialmente: Circuit of the Americas, abreviado COTA) es un circuito de carreras de 5513 m de longitud que se terminó de construir en el año 2012 en la ciudad texana de Austin, Estados Unidos.
El objetivo de este proyecto era volver a celebrar un Gran Premio de los Estados Unidos de Fórmula 1 el cual no se había vuelto a realizar desde el Gran Premio de los Estados Unidos de 2007 en el Indianapolis Motor Speedway. En la temporada 2012, el 19 de noviembre se llevó a cabo la carrera de Fórmula 1 con una asistencia de 117 429 aficionados el domingo y un total de 265 499 en el fin de semana, en donde el podio fue completado por el británico Lewis Hamilton, el alemán Sebastian Vettel y el español Fernando Alonso. En 2013 se desarrolló una competencia de la serie australiana V8 Supercars. Desde ese mismo año se realiza el Gran Premio de las Américas de Motociclismo y carreras de resistencia de diferentes campeonatos.
En 2019 se llevó a cabo la primera competencia de IndyCar Series en COTA, bajo el nombre de «IndyCar Classic». En 2020 la carrera se canceló debido a la pandemia de COVID-19 y al año siguiente, no fue incluido en el calendario.
La Copa NASCAR visitó Austin en 2021, con una carrera de 372 km, llamada «Gran Premio de Texas». La NASCAR Xfinity Series y NASCAR Truck Series corrieron como categorías de soporte.
En cuanto a carreras de resistencia, se destacan las carreras de la WeatherTech SportsCar Championship y el Campeonato Mundial de Resistencia de la FIA.

## El circuito
El circuito tiene un recorrido total de 5513 m. Está construido al sur de la ciudad, en una zona llamada Wandering Creek, y con una capacidad para 100 000 personas. Hermann Tilke es el ingeniero principal del proyecto, y el promotor es Tavo Hellmund.
El circuito, que está compuesto por veinte curvas, tiene un primer sector de curvas enlazadas muy parecidas a Becketts y Maggots que está en el Silverstone, una parte final similar a la de Hockenheimring e Istambul Park, como no podía ser de otro modo, dos largas rectas para fomentar los adelantamientos y otras comparaciones que ha tenido el circuito es la realizada por Rémi Taffin, jefe de operaciones de Renault Sport F1 quién declaró que se parece a las eses de Suzuka.

## Ganadores

### Carreras de resistencia
| Año                                         | Pilotos                 | Pilotos                 | Pilotos                 | Automóvil               | Equipo                  |
| American Le Mans Series                     | American Le Mans Series | American Le Mans Series | American Le Mans Series | American Le Mans Series | American Le Mans Series |
| ------------------------------------------- | ----------------------- | ----------------------- | ----------------------- | ----------------------- | ----------------------- |
| 2013                                        | Klaus Graf              | Lucas Luhr              | Lucas Luhr              | HPD ARX-03c Honda       | Pickett                 |
| Grand-Am Rolex Sports Car Series            |                         |                         |                         |                         |                         |
| 2013                                        | Alex Gurney             | Jon Fogarty             | Jon Fogarty             | Chevrolet Corvette DP   | Bob Stallings           |
| IMSA SportsCar Championship                 |                         |                         |                         |                         |                         |
| 2014                                        | Scott Pruett            | Memo Rojas              | Memo Rojas              | Riley-Ford              | Chip Ganassi            |
| 2015                                        | Scott Pruett            | Joey Hand               | Joey Hand               | Riley-Ford              | Chip Ganassi            |
| 2016                                        | Jordan Taylor           | Ricky Taylor            | Ricky Taylor            | Chevrolet Corvette DP   | Wayne Taylor            |
| 2017                                        | Jordan Taylor           | Ricky Taylor            | Ricky Taylor            | Cadillac DPi-V.R        | Wayne Taylor            |
| Campeonato Mundial de Resistencia de la FIA |                         |                         |                         |                         |                         |
| 2013                                        | Allan McNish            | Tom Kristensen          | Loïc Duval              | Audi R18 e-tron quattro | Audi Sport Team Joest   |
| 2014                                        | Marcel Fässler          | André Lotterer          | Benoît Tréluyer         | Audi R18 e-tron quattro | Audi Sport Team Joest   |
| 2015                                        | Mark Webber             | Timo Bernhard           | Brendon Hartley         | Porsche 919 Hybrid      | Porsche Team            |
| 2016                                        | Mark Webber             | Timo Bernhard           | Brendon Hartley         | Porsche 919 Hybrid      | Porsche Team            |
| 2017                                        | Earl Bamber             | Timo Bernhard           | Brendon Hartley         | Porsche 919 Hybrid      | Porsche Team            |
| 2020                                        | Mike Conway             | Kamui Kobayashi         | José María López        | Toyota TS050 Hybrid     | Toyota Gazoo Racing     |

### Gran Premio de las Américas de Motociclismo
| Año  | Moto3         | Moto2             | MotoGP       |
| ---- | ------------- | ----------------- | ------------ |
| 2013 | Álex Rins     | Nico Terol        | Marc Márquez |
| 2014 | Jack Miller   | Maverick Viñales  | Marc Márquez |
| 2015 | Danny Kent    | Sam Lowes         | Marc Márquez |
| 2016 | Romano Fenati | Álex Rins         | Marc Márquez |
| 2017 | Romano Fenati | Franco Morbidelli | Marc Márquez |
| 2018 | Jorge Martín  | Francesco Bagnaia | Marc Márquez |
| 2019 | Arón Canet    | Thomas Luthi      | Álex Rins    |
| 2021 | Izan Guevara  | Raúl Fernández    | Marc Márquez |

### IndyCar Classic
| Año  | Piloto                                 | Automóvil                              | Equipo                                 |
| ---- | -------------------------------------- | -------------------------------------- | -------------------------------------- |
| 2019 | Colton Herta                           | Dallara-Honda                          | Harding Steinbrenner                   |
| 2020 | Cancelado por la pandemia de COVID-19. | Cancelado por la pandemia de COVID-19. | Cancelado por la pandemia de COVID-19. |

### NASCAR
| Año  | Copa NASCAR   | Copa NASCAR | Xfinity Series | Truck Series   |
| Año  | Piloto        | Marca       | Piloto         | Piloto         |
| ---- | ------------- | ----------- | -------------- | -------------- |
| 2021 | Chase Elliott | Chevrolet   | Kyle Busch     | Todd Gilliland |
| 2022 |               |             |                |                |